# Society of the Plastics Industry
Pour les articles homonymes, voir SPI.
La Society of the Plastics Industry (SPI) (en français : Société de l'industrie plastique) est un organisme représentatif de l'industrie plasturgique américaine créé en 1937, qui a pris fin en 2016, remplacé par l'association de lobbying Plastics Industry Association (aussi nommée PLASTICS).